# Ptochomyza czernyi
Ptochomyza czernyi är en tvåvingeart som först beskrevs av Gabriel Strobl 1909.  Ptochomyza czernyi ingår i släktet Ptochomyza och familjen minerarflugor. Inga underarter finns listade i Catalogue of Life.